# 2013年尼泊爾制憲會議選舉
第二届尼泊尔制憲會議選舉原定于2012年11月22日进行，但是由于制宪会议内各政党未能何时达成共识，尼泊尔选举委员会宣布于2013年5月27日进行选举。后来又推迟至6月份进行，很肯定的是选举最终还是进一步推迟进行。

## 背景
自从尼泊尔国王贾南德拉同意举行议会选举之后，经历了国王权力被解除、尼泊尔联邦民主共和国的成立、2008年制宪会议选举、尼泊尔新宪法工作起草等一系列尼泊尔重大政治事件。2012年5月27日制宪会议解散后，在发生议会大楼前发生多起不同种姓的暴力抗议事件。议会内各政党就各族群和解、增加10至14个省等各种制宪草案未能达成一致意见，导致了选举的延迟。

## 延迟
制宪会议多次被延迟，最有可能在2013年11月进行但是不排除进一步推迟选举的可能性。
选举委员会指出“缺乏一个可行的宪法意味着没有任何法律规定举行投票”.
据法新社报道，尼联共(毛)计划11月22日进行选举以解决选举危机。

## 民调
2011年年中，45%受访者表示反对选举一再推迟，并且期待新宪法尽快产生。其中10%的受访者表示支持大会党，6%的受访者表示支持尼联共(毛)

## 画廊

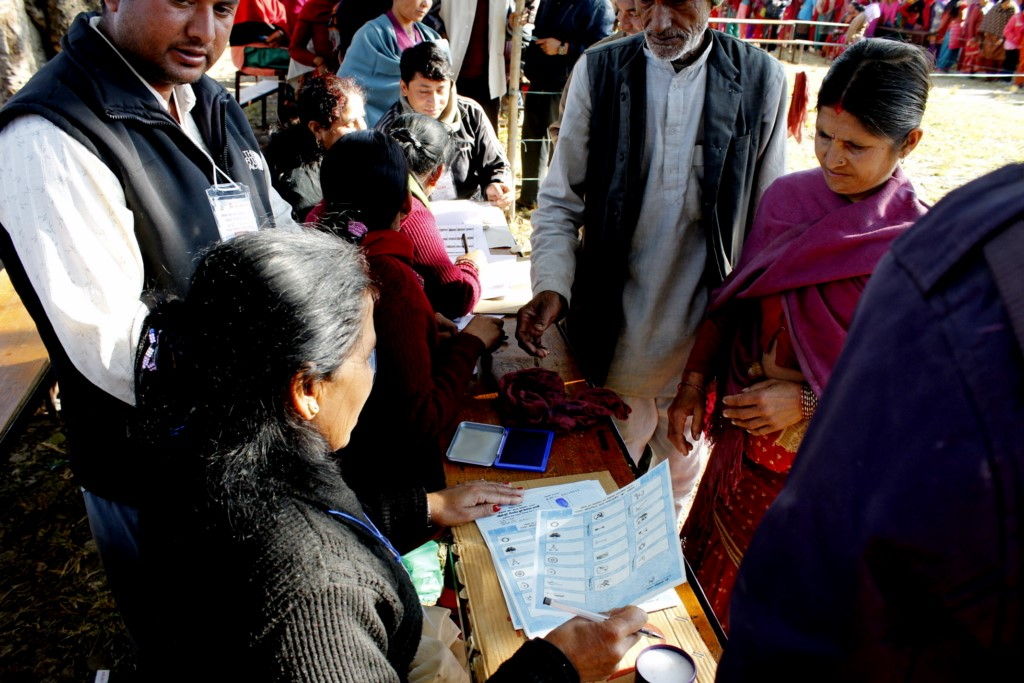
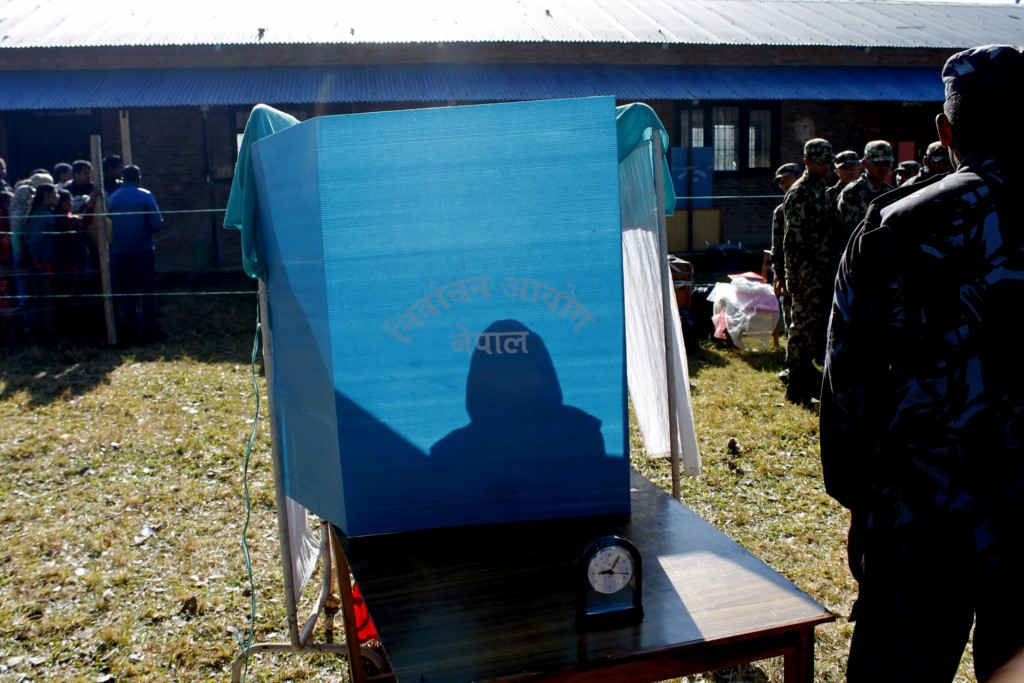
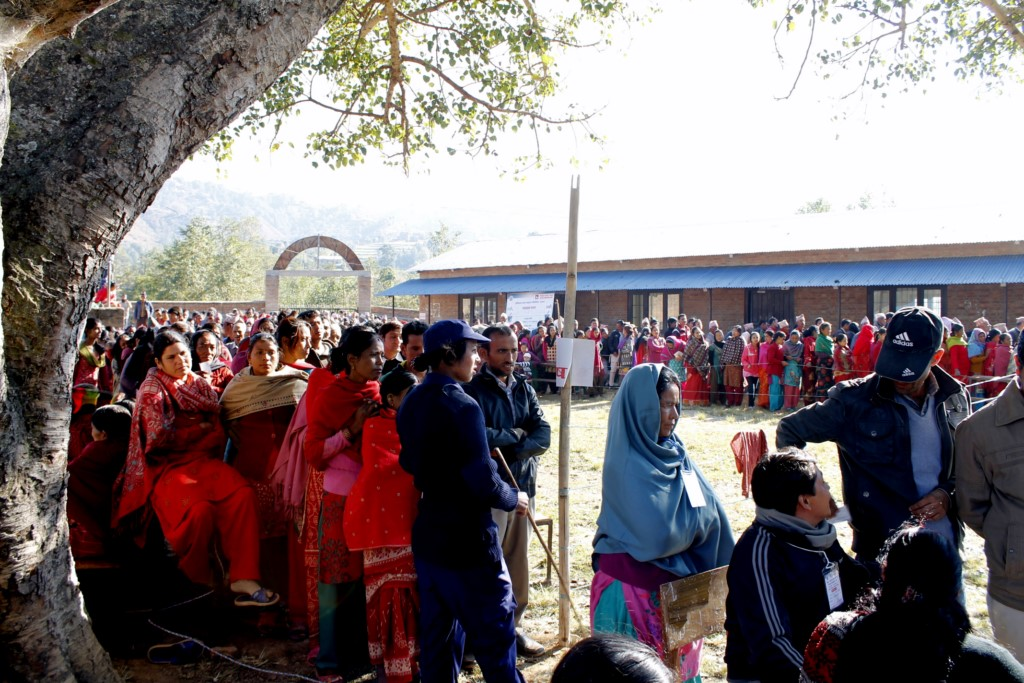
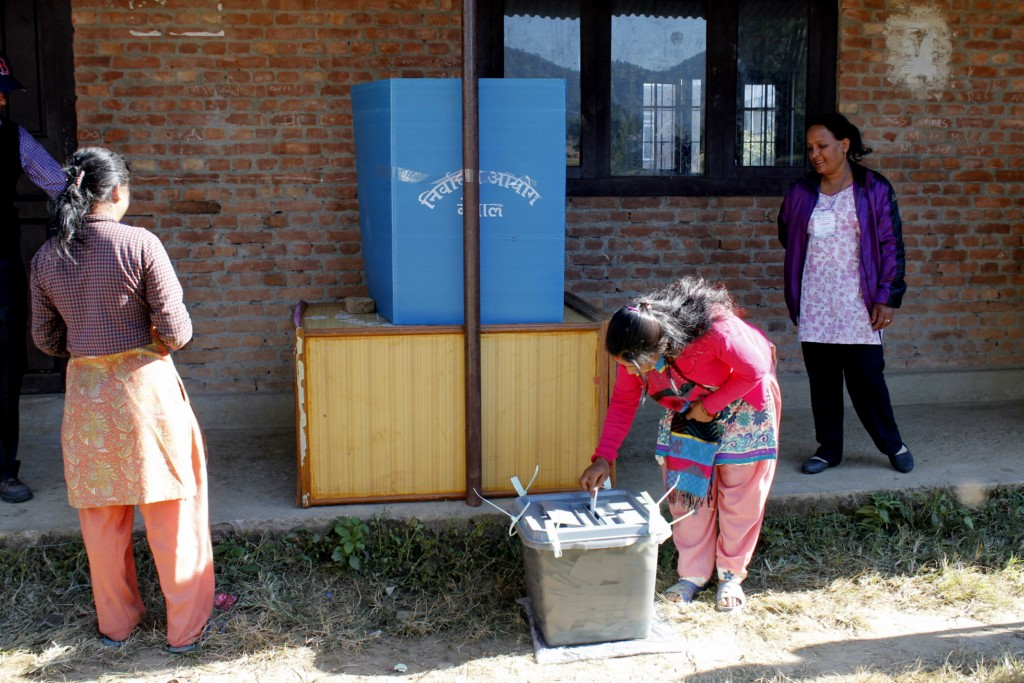
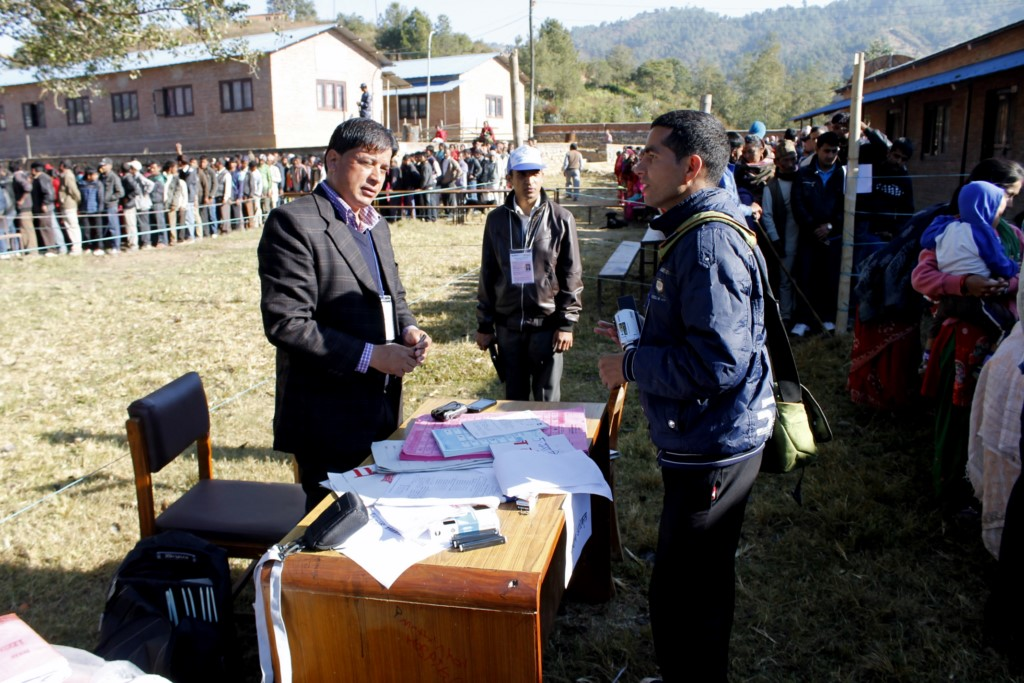
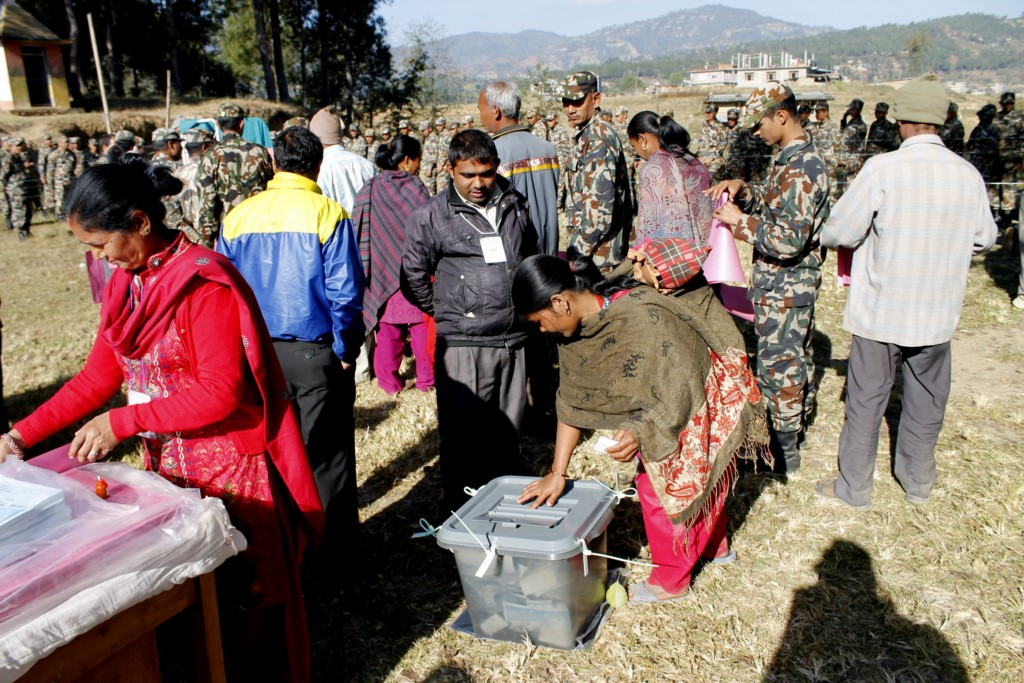
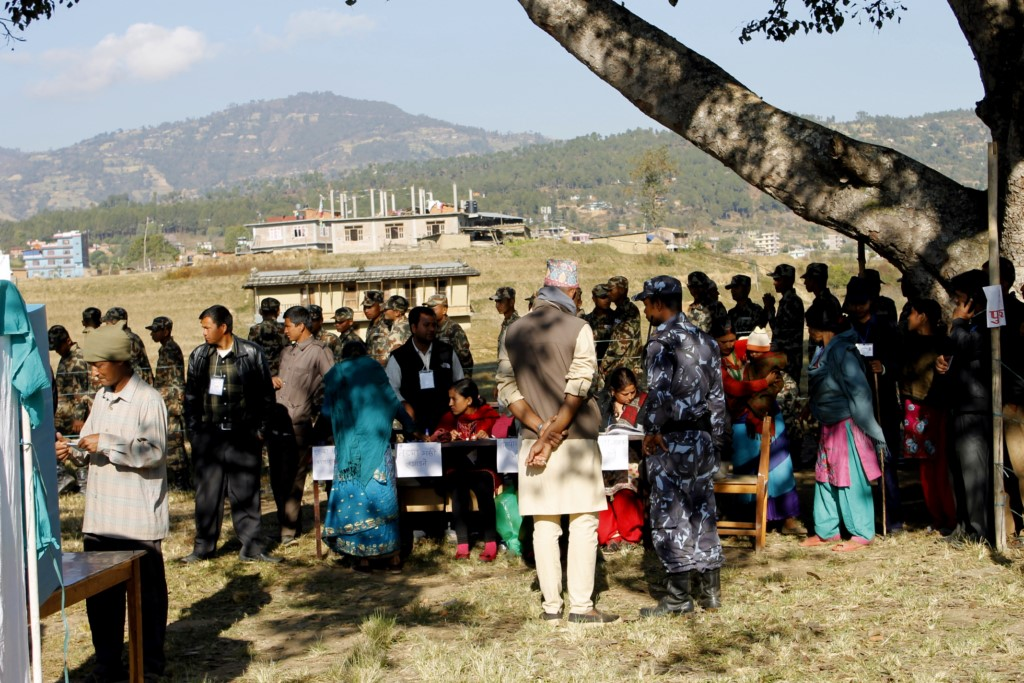
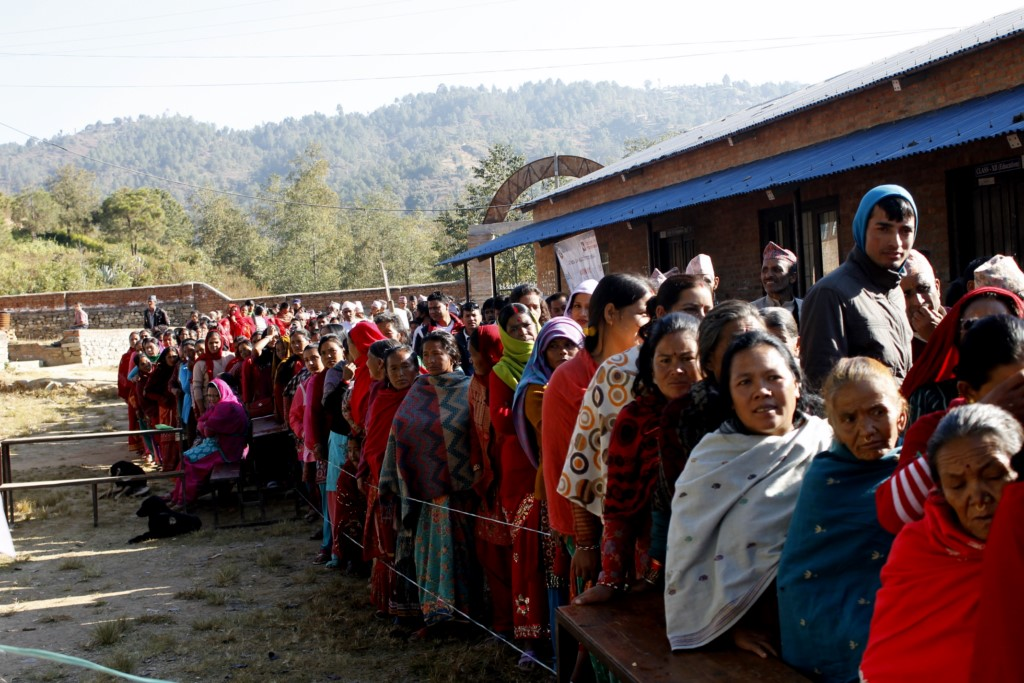
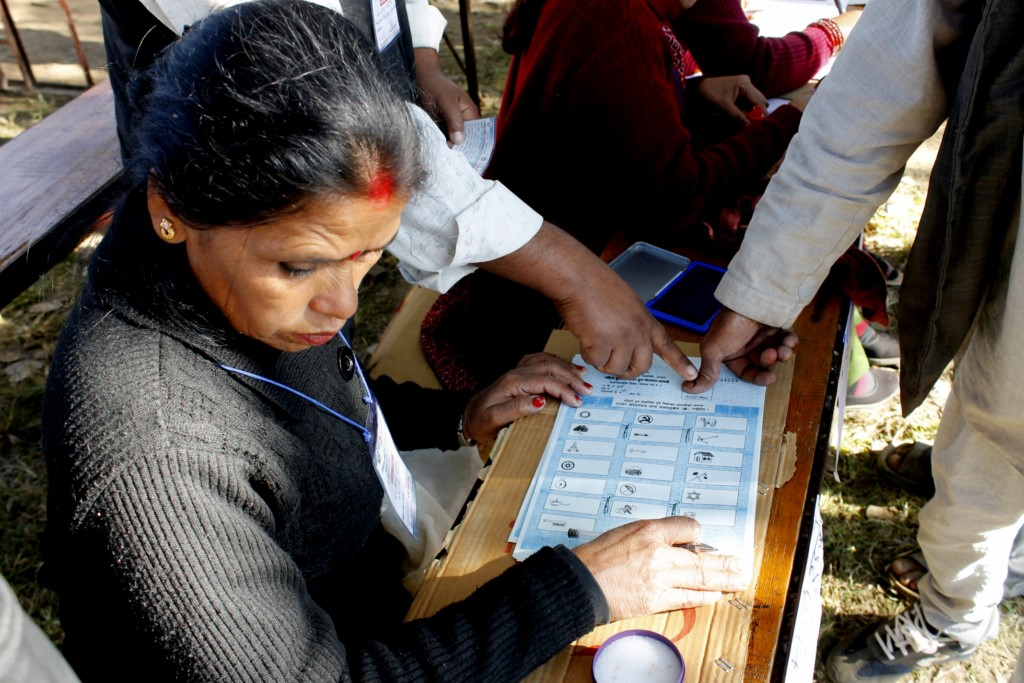
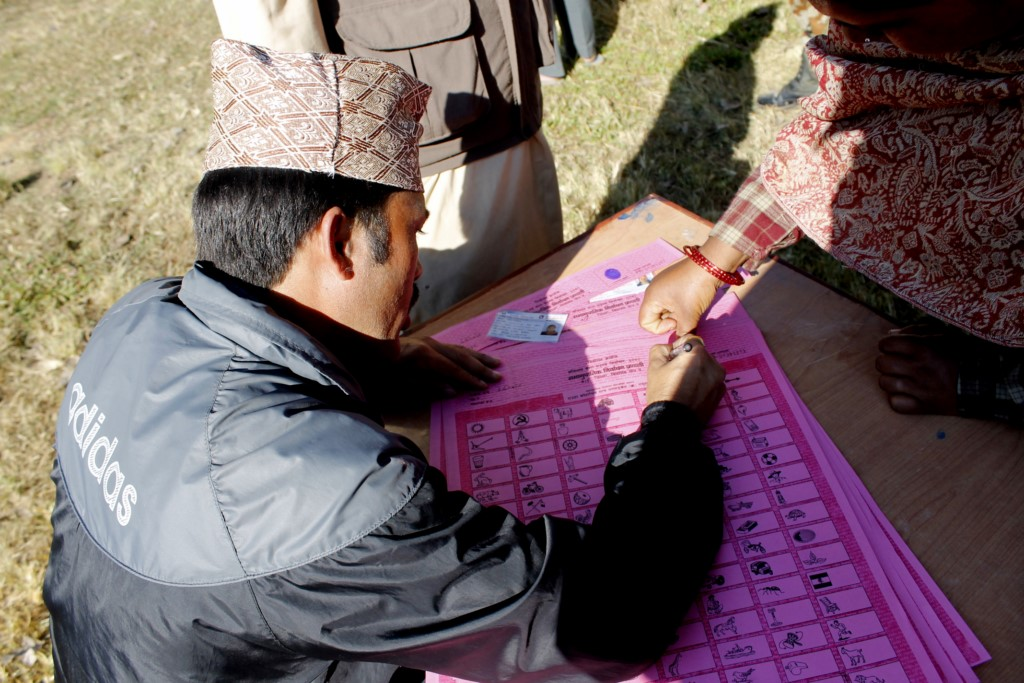

## 结果
初步结果显示，大会党赢得了选区议席中的105个，位居第一。尼泊尔共产党（联合马列）以91席位居第二、而尼泊尔联合共产党（毛主义）则因制宪会议内的政争未能完成打击控制绝大多数土地的地主阶层，致使广大贱民期盼真正的土地改革落空从而导致支持率减半，仅获得26个席位。
尼泊尔联合共产党（毛主义）领导人达哈尔抗议选举存在欺诈，并威胁要退出制宪议会。随后，尼泊尔联合共产党（毛主义）内部评估得出结论认为，他人操纵选举并不是该党失败的原因，提到“党在联邦制的错误陈述和该党因土地改革等各项政策的温和化措施导致的内部分裂”是失败的原因。